# Коламбус (містечко, Вісконсин)
Коламбус (англ. Columbus) — місто (англ. town) в США, в окрузі Колумбія штату Вісконсин. Населення — 626 осіб (2020).

## Демографія
Згідно з переписом 2010 року, у місті мешкало 646 осіб у 237 домогосподарствах у складі 169 родин. Було 250 помешкань
Расовий склад населення:
| - 94,6 % — білих - 0,8 % — чорних або афроамериканців - 0,3 % — азіатів - 2,6 % — осіб інших рас |

До двох чи більше рас належало 1,7 %. Частка іспаномовних становила 4,2 % від усіх жителів.
За віковим діапазоном населення розподілялося таким чином: 24,8 % — особи молодші 18 років, 60,5 % — особи у віці 18—64 років, 14,7 % — особи у віці 65 років та старші. Медіана віку мешканця становила 43,1 року. На 100 осіб жіночої статі у місті припадало 100,6 чоловіків;  на 100 жінок у віці від 18 років та старших — 108,6 чоловіків також старших 18 років.
Середній дохід на одне домашнє господарство  становив 77 334 долари США (медіана — 66 667), а середній дохід на одну сім'ю — 93 897 доларів (медіана — 76 250). Медіана доходів становила 45 769 доларів для чоловіків та 40 089 доларів для жінок. За межею бідності перебувало 12,2 % осіб, у тому числі 6,0 % дітей у віці до 18 років та 14,2 % осіб у віці 65 років та старших.
Цивільне працевлаштоване населення становило 349 осіб. Основні галузі зайнятості: освіта, охорона здоров'я та соціальна допомога — 24,9 %, виробництво — 20,9 %, роздрібна торгівля — 10,3 %, сільське господарство, лісництво, риболовля — 10,3 %.